# Vielitzsee

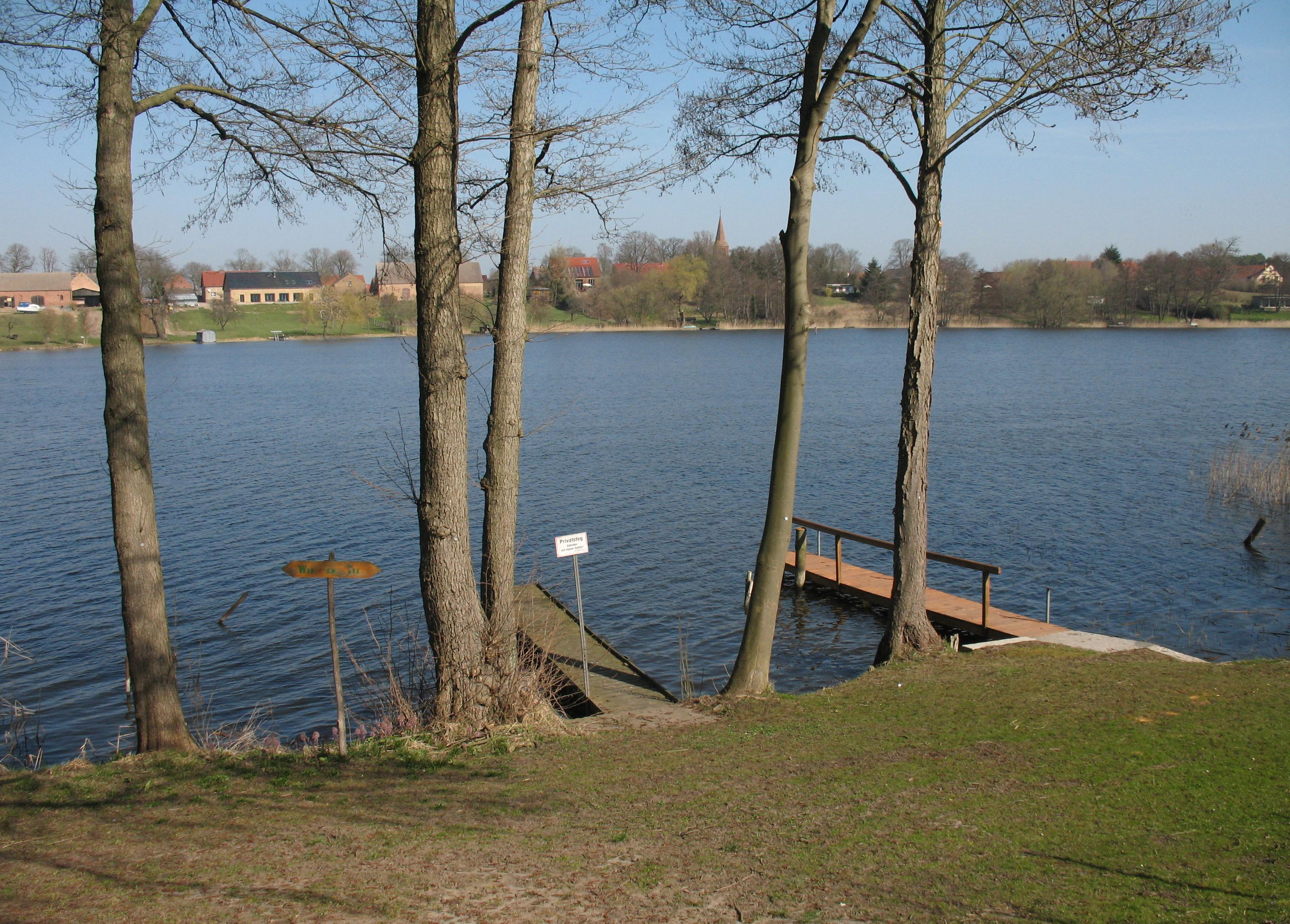

Vielitzsee là một đô thị thuộc huyện Ostprignitz-Ruppin, bang Brandenburg, Đức. Đô thị Vielitzsee có diện tích 22,82 km², dân số thời điểm 31 tháng 12 năm 2006 là 540 người.

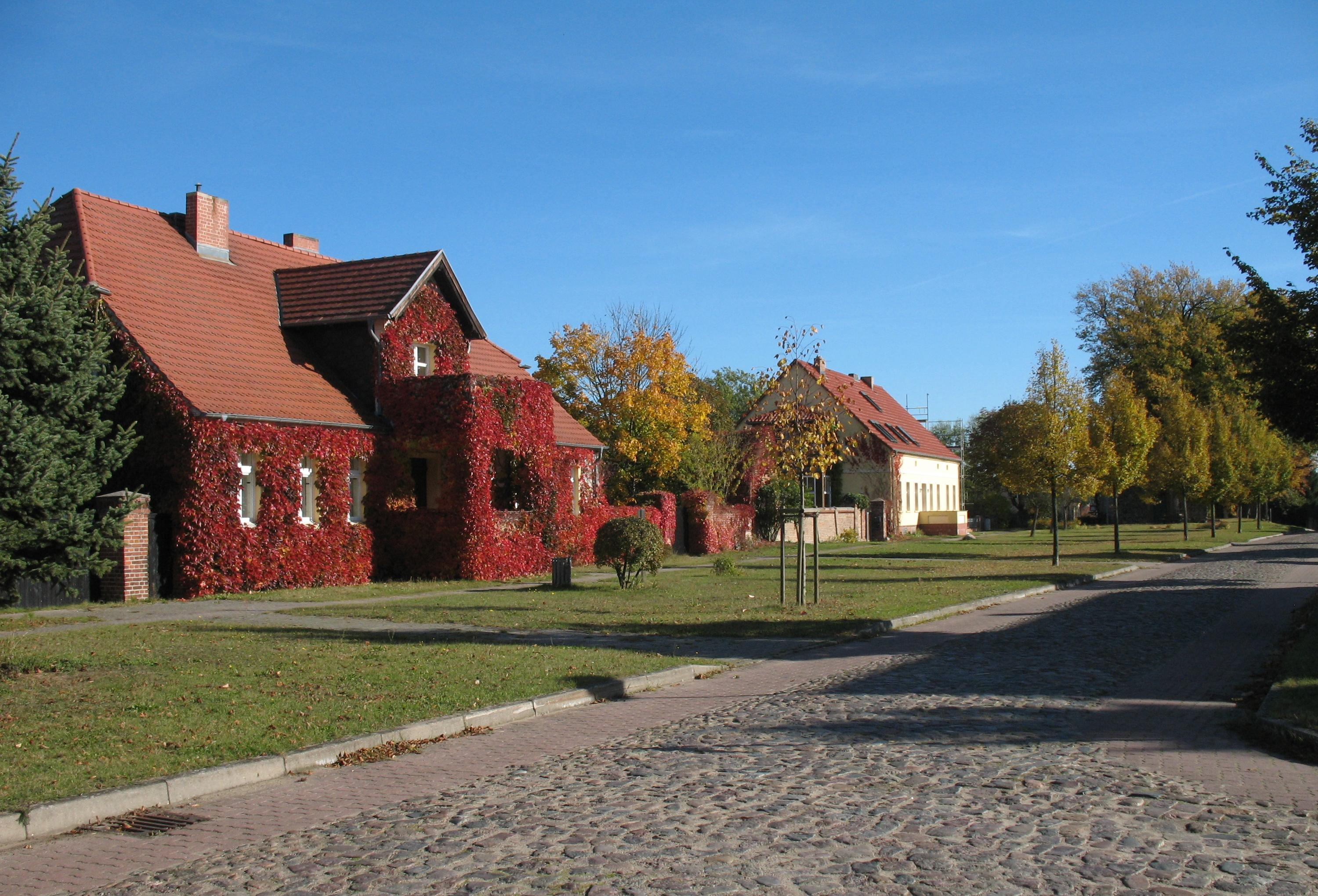

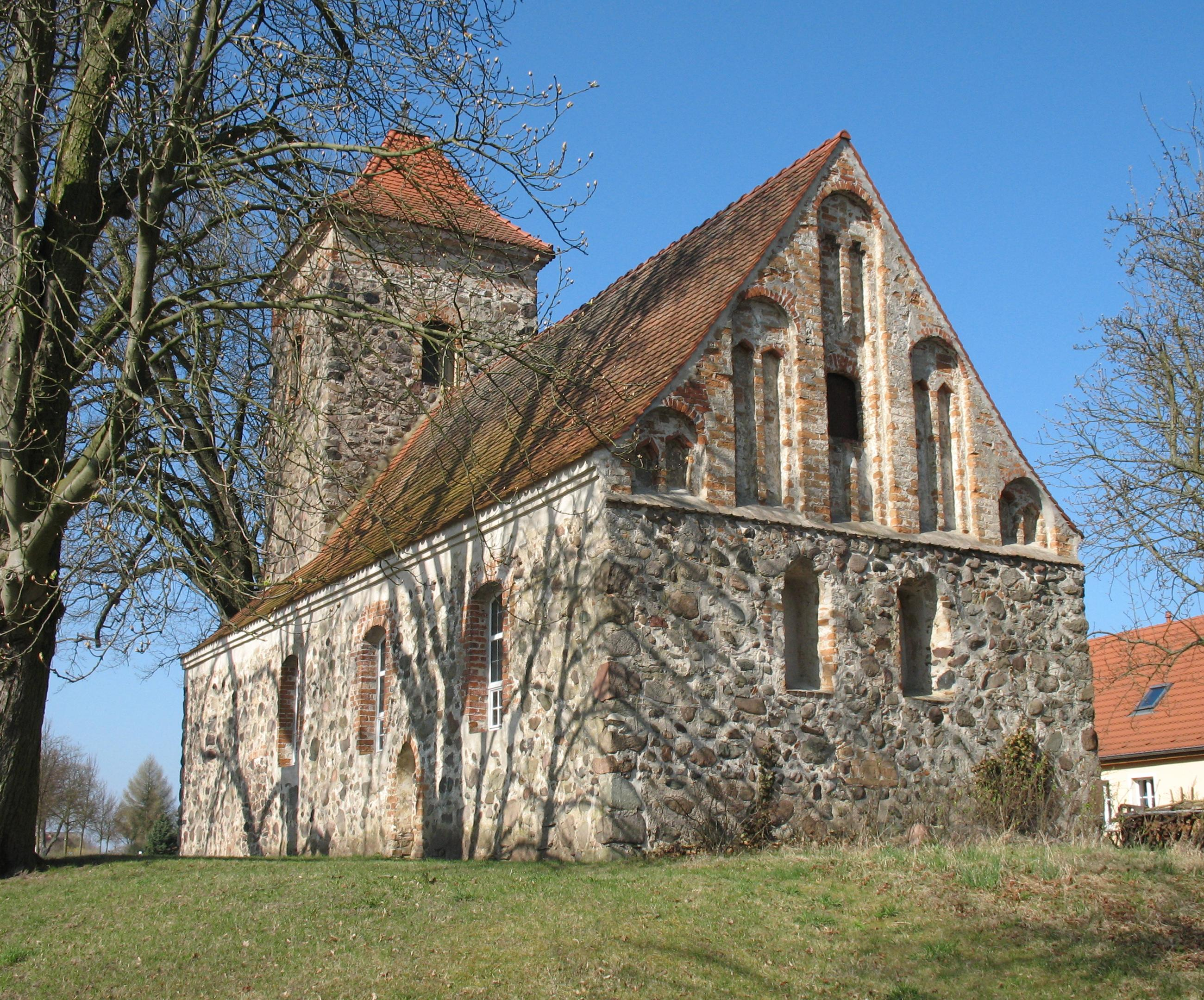
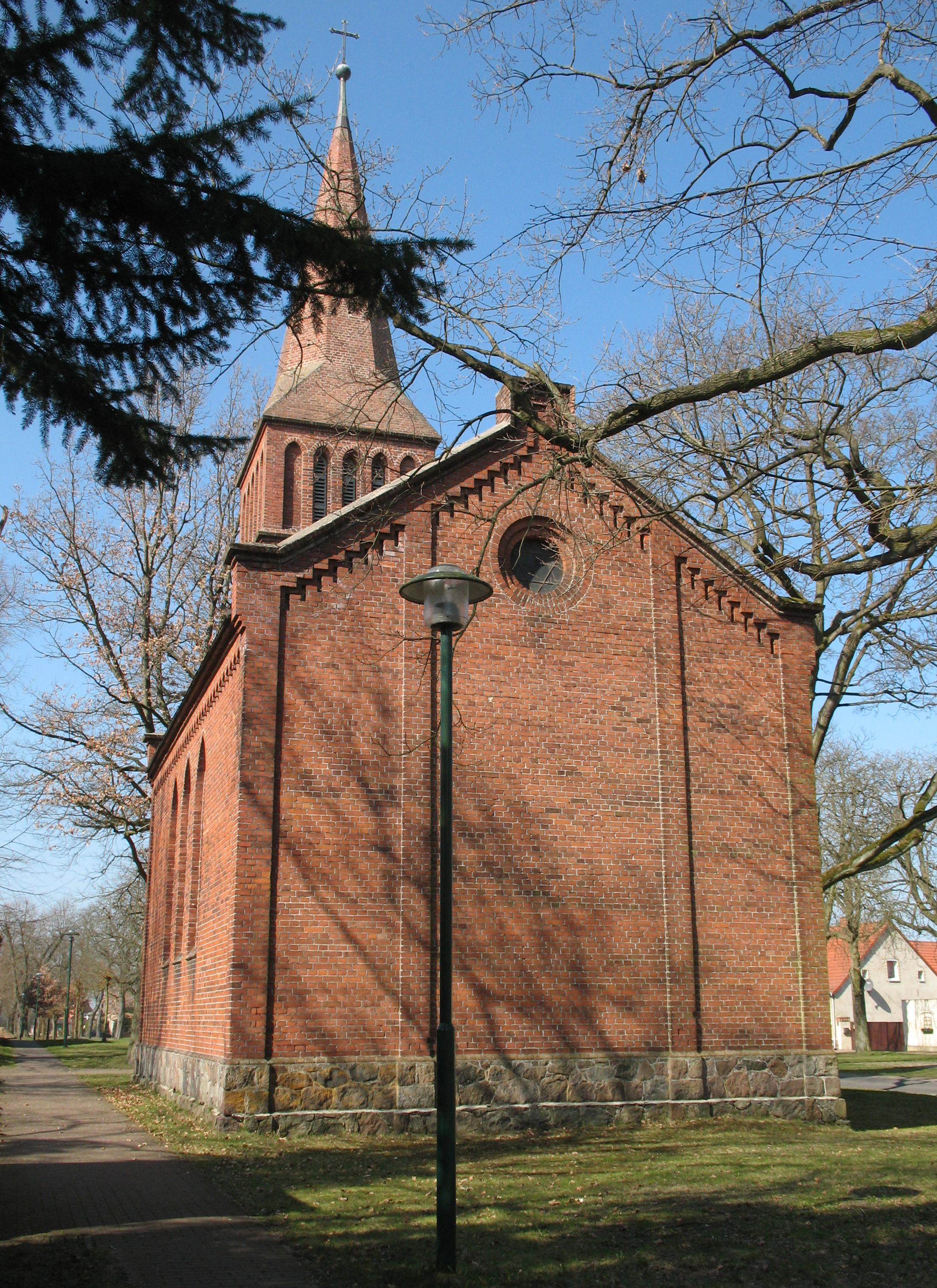
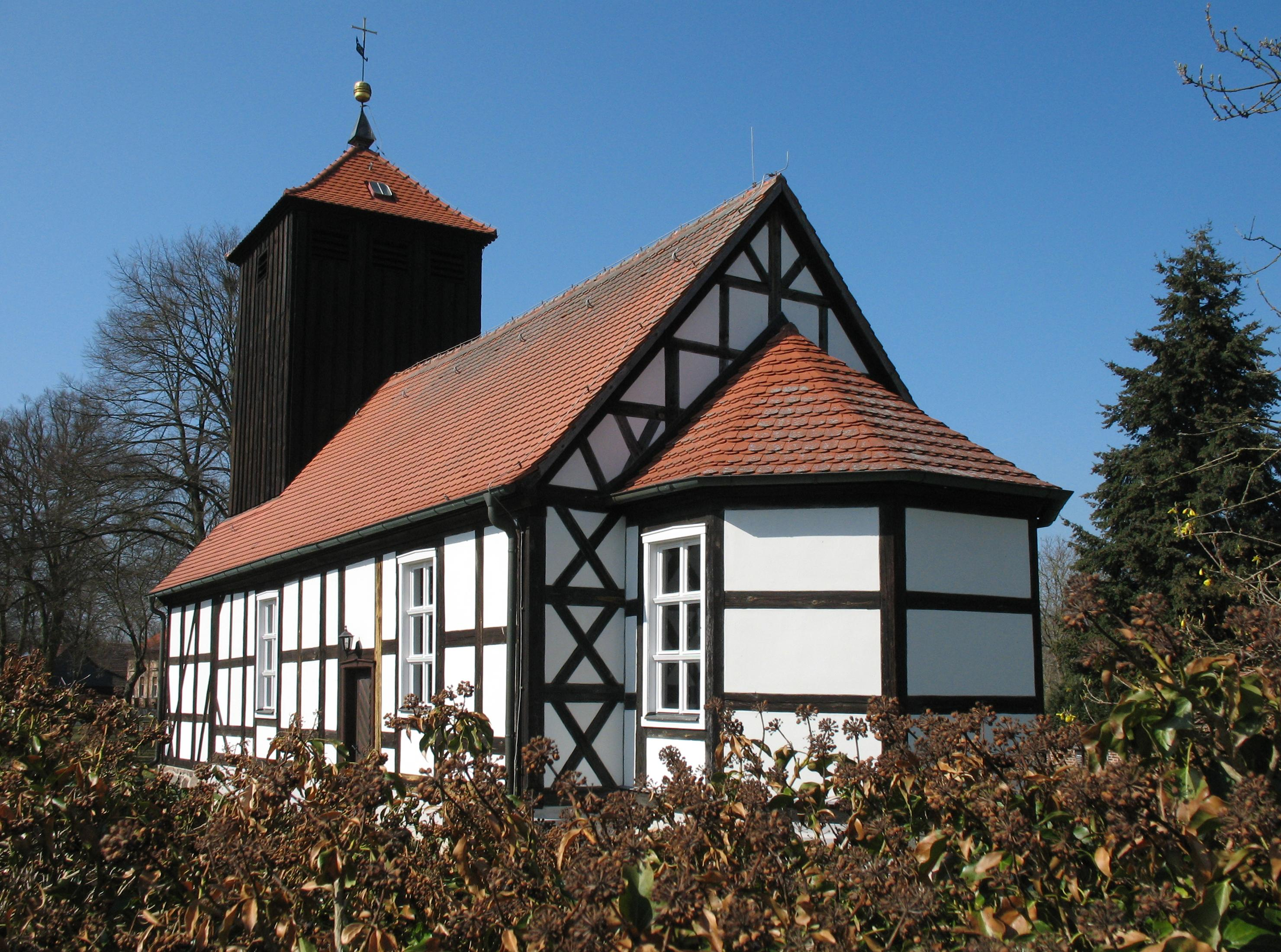
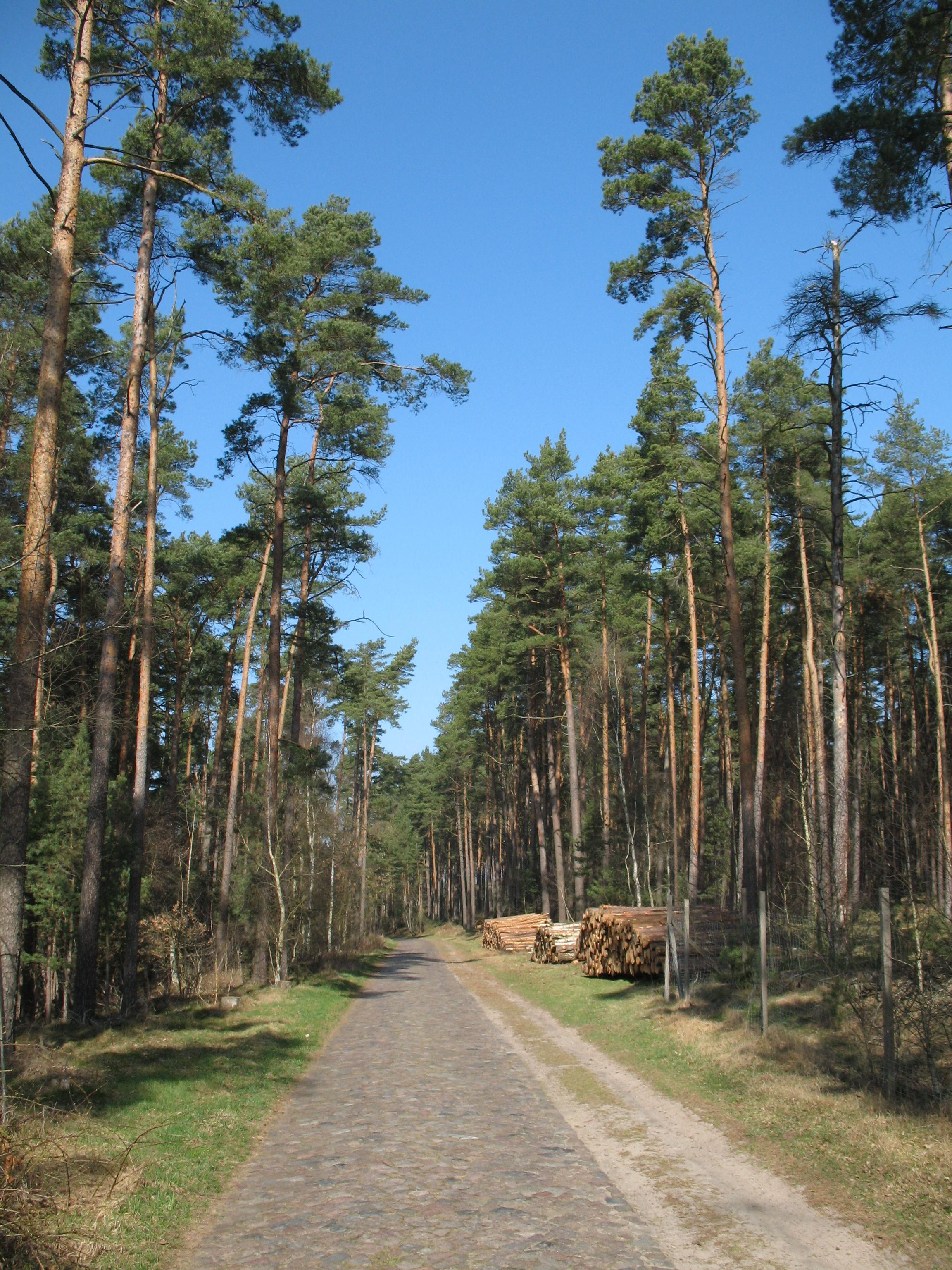